# Хорошун, Сергей Васильевич
Сергей Васильевич Хорошун (род. 27 июня 1980, Свердловск) — российский хоккеист, вратарь. Тренер

## Биография
Воспитанник детских хоккейных школ РТИ (тренер В. Кожевников) и «Спартаковец» (тренер Сергей Воробьев). Начинал играть в низших лигах за команды «Динамо-Энергия-2» Екатеринбург (1997/98 — 2000/01, 2002/03), «Динамо-Энергия» (1998/99, 2000/01 — 2003/04), «Кедр» Новоуральск (1998/99, 2000/01). В высшей лиге (Д2) выступал за «Кристалл» Саратов (2004/05), «Торпедо» Нижний Новгород (2005/06), «Автомобилист» Екатеринбург (2006/07). Играл в Суперлиге и в КХЛ за Нефтехимик (2007/08 — 2008/09) и «Витязь» Чехов (2009/10).
Выступал за команды «Крылья Советов» (ВХЛ, 2010/11), «Банска-Бистрица» (чемпионат Словакии, 2011/12, 2012/13), «Беркут» Киев (чемпионат Украины, 2012/13), в ВХЛ за «Дизель» и «Рубин» (2013/14), ТХК (2014/15 — 2016/17).
В 2016 году уехал во Францию, выступал за «Ниццу» (2016/17 — 2017/18), «Шоле» (2018/19), «Эпиналь» (2019/20 — 2022/23).
Тренер вратарей в «Эпинале» (2022/23). В «Монпелье» — тренер вратарей (с 2023), видеотренер (с 2024), главный тренер женской команды (с 2024).
Сын Максим (род. 2006) — хоккейный вратарь.